# Kathleen Kennedy Cavendish
Kathleen Kennedy Cavendish, née le 20 février 1920 à Brookline (Massachusetts) et morte dans un accident d’avion le 13 mai 1948 à Saint-Bauzile en France, est une socialite américaine, membre de la famille Kennedy, sœur cadette de John Fitzgerald Kennedy, 35e président des États-Unis.

## Biographie
Née Kathleen Agnes Kennedy, elle est le quatrième enfant de Rose Fitzgerald et Joseph Patrick Kennedy. Elle porte le surnom de Kick.
Alors que son père est ambassadeur des États-Unis à Londres de 1938 à 1940, elle reçoit une partie de son éducation au Queens' College (Londres).
Elle retourne en Angleterre en 1943, où elle travaille pour la Croix-Rouge. Elle y rencontre William Cavendish (1917-1944), marquis de Hartington, fils aîné et héritier du 10e duc de Devonshire. Comme il est protestant, la famille Kennedy, catholique, s'oppose à leur union. Kathleen l'épouse néanmoins le 6 mai 1944, et seul son frère aîné Joe Jr assiste au mariage.  
Son frère Joe Jr et son mari William sont tous deux tués au combat quelques mois plus tard : Joe Jr le 12 août au cours d’une mission de bombardement au-dessus du continent européen et Cavendish le 10 septembre en Belgique, atteint par un tireur nazi embusqué, alors qu'il servait dans le Coldstream Guards, un régiment d’infanterie. 
Veuve, Kathleen Cavendish reprend brièvement son service auprès de la Croix-Rouge puis reste en Angleterre. Après la guerre, elle entame une liaison avec Peter Wentworth-Fitzwilliam, un homme marié, anglican et père d'une fille. Désirant se marier, Fitzwilliam demande le divorce. Le 13 mai 1948 il meurt avec Kathleen dans un accident d'avion en Ardèche, au lieu-dit les Taillas commune de Saint-Bauzile, avant même que le divorce n'ait été prononcé.
Kathleen Cavendish est inhumée en Angleterre : seul son père assiste aux funérailles, sa mère Rose ne lui ayant jamais pardonné son mariage avec Cavendish, puis sa liaison avec Fitzwilliam.

## Hommages personnels ou publics
Son frère cadet Robert a donné le prénom « Kathleen » à sa première fille, née en 1951, en souvenir de sa sœur.
En octobre 1957, ses parents et frères et sœurs baptisent un gymnase en son honneur dans le Manhattanville College (en) de Purchase dans l'État de New York.